# Lino Červar
Lino Červar (Delici, 22 settembre 1950) è un ex pallamanista, allenatore di pallamano e politico croato con cittadinanza macedone.

## Biografia
Nato a Delici, piccolo villaggio del comune di Orsera (Istria), nel 1971 divenne insegnante di lingua croata alla facoltà di Pedagogia dell'Università di Pola. Si è poi laureato in giornalismo, nel 1983, presso l'Istituto federale per il giornalismo di Fiume. Lavora come insegnante nella scuola elementare di Cittanova e dal 1980 al 1990 ricopre il ruolo di caporedattore del giornale locale delle città di Umago, Agroturist.
Entra a far parte del parlamento croato in qualità di deputato nel 2003. 
Lino Červar ha scritto due libri che raccontano il suo modo di vedere la pallamano: La pallamano secondo me e Od Ucke do Olimpia (prossimamente tradotto in quattro lingue).

## Carriera

### Club

#### Inizi in Istria
Inizia a lavorare come allenatore di pallamano a 23 anni, nel 1973, mentre la carriera professionale inizia solo più tardi nel 1991, in Austria. La prima squadra allenata è quella degli "juniores" dell'Istriaturis di Umago, la squadra della sua città. 
La prima esperienza "seniores" è quella al Triko di Cittanova. Ritorna poi nella sua città natale e al suo club, l'Umago, portandolo dalla quinta alla prima Lega Jugoslava. 

#### Parentesi a Zagabria
Nel 2000 ritorna in Croazia e diventa allenatore del RK Zagreb. Qui vince per la prima volta il campionato croato in una finale molto tesa con il RK Metković: in gara-5, con la serie in pareggio 2-2, i giocatori del Metković abbandonano il campo ad un minuto dalla fine sul punteggio di 22-21 per Zagabria, in quanto accusarono gli arbitri di non aver fischiato l'ennesimo fallo su un loro giocatore (Jerković in quel caso). La Federazione croata constatato ciò non poté far altro che assegnare la vittoria a Zagabria per 10-0 a tavolino.

#### Prato e Conversano
Nell'estate 2001 approda all'AlPi Prato, formazione di vertice del campionato italiano. Porta con sé Igor Vori e Silvio Ivandija, ma non riesce a vincere lo Scudetto, perdendo in gara-3 contro Trieste per 20-19 dopo essere stato in vantaggio a fine primo tempo per 9-8.
La stagione successiva firma un biennale per guidare l'ambizioso Conversano. Al primo anno compie il double nazionale vincendo campionato e Coppa Italia. L'anno successivo riesce a ripetersi solamente a metà, in quanto vince la Serie A1, ma perde in finale contro il Merano la possibilità di vincere la Coppa Italia.

#### Ritorno a Zagabria
Nel 2004 fa ritorno a Zagabria e vi rimane sino al 2009. in Queste cinque stagioni vince sempre campionato e coppa nazionale. Nella stagione 2004-2005 trova ai gironi di Champions proprio il Conversano, vincendo entrambi i match per 29-25. 

#### Metalurg Skopje
Dal 2009 al 2017 lega il suo nome alla squadra macedone del RK Metalurg Skopje dove vince quattro campionati, di cui tre consecutivi tra il 2010 e il 2013, e tre coppe nazionali.
Nel 2012 ottiene la cittadinanza macedone.

#### Ultima giostra a Zagabria
A luglio 2018 viene ufficializzato il suo secondo rientro a Zagabria; nel novembre dello stesso anno però, rassegna le dimissioni in quanto troppo impegnato dalla nazionale croata

### Nazionali

#### Italia
Nel 1994 diventa selettore della Nazionale maschile italiana e più tardi direttore di tutte le sezioni, sia maschili sia femminili, della stessa selezione nazionale. Nel 1996 guadagna la prima e unica storica qualificazione ai mondiali della Nazionale italiana, con la squadra che si qualifica per la rassegna in Giappone del 1997 e si aggiudica la medaglia d'argento ai Giochi del Mediterraneo disputatisi in Puglia nel 1997.
Nel 1998 guida la nazionale maschile alla prima partecipazione assoluta agli Europei svoltisi proprio in Italia, riuscendo ad impartire l'unica sconfitta nel torneo ai futuri vincitori della competizione (la Svezia) e battendo la Macedonia ai supplementari nella gara decisiva.

#### Croazia
Dal 2002 ritorna nuovamente in Croazia come commissario tecnico della nazionale maschile, e in soli due anni la porta dall'ultimo posto del campionato europeo del 2002 a vincere i Mondiali del 2003, le Olimpiadi nel 2004 e per due volte è stato vicecampione d'Europa (nel 2008 e nel 2010).

#### Macedonia
Dopo esservi stato vicino a sedervisi nel 2010, nell'ultimo anno passato sulla panchina del Metalurg ha allenato la Nazionale macedone. Con la nazionale balcanica ha partecipato ai Mondiali del 2017, venendo eliminato agli ottavi per mano dei futuri vice-campioni del mondo della Norvegia.

#### Di nuovo Croazia
Nel marzo 2017 Červar rassegna le dimissioni dalla Nazionale macedone a causa di una nuova offerta per il posto da CT della Croazia. Il 13 marzo con una nota ufficiale, la Federazione macedone confermava la partenza dell'allenatore istriano in direzione Zagabria; cinque giorni più tardi, l'ufficialità arrivava direttamente dalla Federazione croata.
Nel secondo ciclo vince i Giochi del Mediterraneo del 2018.
Nel 2020 perde la finale dell'Europeo e conquista la sua terza medaglia d'argento.
Nel gennaio 2021, a seguito della disastrosa eliminazione dal Main Round dei Mondiali per mano di Argentina e Qatar, Červar si dimette e di fatto si ritira

## Palmarès

### Allenatore

#### Club
- Campionato croato: 7

2000-01, 2001-02, 2004-05, 2005-06, 2006-07, 2007-08, 2008-09
- Coppa di Croazia:5

2004-05, 2005-06, 2006-07, 2007-08, 2008-09
- Campionato italiano: 2

2002-03, 2003-04
- Coppa Italia: 1

2002-03
- Campionato macedone: 4

2009-10, 2010-11, 2011-12, 2013-14
- Coppa di Macedonia: 3

2009-10, 2010-11, 2012-13

#### Nazionale
- Olimpiadi
  - : Atene 2004

- Mondiali
  - : Tunisia 2003
  - : Portogallo 2005, Croazia 2009

- Europei
  - : Norvegia 2008, Austria 2010, Austria, Norvegia, Svezia 2020
  - : Serbia 2012, Polonia 2016

- Giochi del Mediterraneo
  - : Tarragona 2018
  - : Bari 1997, Almeria 2005

## Premi
- Premio per l'insieme dell'Opera Matija Ljubek.
- Premio di Stato per lo Sport Franjo Bucar (per due volte).
- Cittadinanza Onorario di Umago con il riconoscimento della Istria.